# Stringers
Stringers Department Store is een onafhankelijk warenhuis in Lytham in het graafschap Lancashire. Het familiebedrijf bestaat sinds 1852.

## Geschiedenis
n 1852 werd Stringers opgericht als een textielwinkel in het hart van Lytham. Het bedrijf breidde zich al snel uit naar naburige panden en besloeg uiteindelijk vijf voormalige winkels, verspreid over drie verdiepingen. In 1952 werd Stringers overgenomen door de familie Clarke. Percy Clarke werd voorzitter, terwijl zijn zoon Ralph de rol van directeur op zich nam. Na het overlijden van Ralph in 2013 nam zijn vrouw Lois de rol van voorzitter op zich. Damian en Jenny Clarke, de kleinkinderen van Percy, namen daarna de leiding van het bedrijf over.
In 2018 onderging Stringers een belangrijke renovatie, waarbij het dak werd verhoogd om extra kantoorruimte te creëren. Deze uitbreiding was noodzakelijk om te voldoen aan de groeiende behoeften van het bedrijf en om een moderne werkomgeving te bieden voor het personeel. De renovatie werd uitgevoerd met respect voor de historische uitstraling van het pand, dat zich bevindt in een beschermd stadsgezicht. Anno 2025 is Stringers een warenhuis dat een breed assortiment aanbiedt met onder meer mode, huishoudelijke artikelen en cadeauartikelen. Het bedrijf heeft twee vestigingen in Lytham: de hoofdwinkel aan Clifton Square en een homeware-winkel aan Haven Road. Het bedrijf telt meer dan 100 medewerkers en vormt een belangrijk onderdeel van de lokale gemeenschap.